# Dhiyamigili-Dynastie
Die Dhiyamigili-Dynastie war eine Herrscherfamilie, die 55 Jahre lang, von 1704 bis 1759 AD, die Malediven beherrschte. Während dieser Zeit stellte sie fünf Herrscher. Im Anschluss folgte die Huraa-Dynastie.

## Herrscher
| Name                           | Regierungsname                  | Regierungszeit | Herrschaftsantritt | Herrschaftsende                               | Anspruch/Beziehung zum Vorgänger                                                     | Anmerkungen |
| ------------------------------ | ------------------------------- | -------------- | ------------------ | --------------------------------------------- | ------------------------------------------------------------------------------------ | --- |
| Sultan Muhammad Imaduddin II   | Kula Sundhura Siyaaka Saasthura | 16 Jahre       | 1704               | 1720                                          | Sohn von Sultan Ibrahim Muzhir al-Dins mütterlicher Tante (Athiree Kamana) Amina Dio | Premierminister von Sultan Ibrahim Mudzhiruddine Begründer der Dhiyamigili-Dynastie. Beauftragte Hassan Taj al-Din mit der Abfassung des Ta’rīkh. |
| Sultan Ibrahim Iskandar II.    | Rannava Loka                    | 30 Jahre       | 1720               | 1750                                          | Sohn von Sultan Muhammad Imaduddin II.                                               | |
| Sultan Muhammad Imaduddin III. | Navaranna Keerithi              | 7 Jahre        | 1750               | 1757 Gestorben in Gefangenschaft bei Ali Raja | Sohn von Sultan Muhammad Imaduddin II.                                               | Er wurde von 1752 bis zu seinem Tod im Jahr 1757 auf der Insel Kavaratti gefangen gehalten. 1752 wurde er von Ali Raja von Cannanore gefangen genommen und auf die Insel Kavaratti in den Lakkadiven gebracht. Malé war besetzt. Die Besetzung wurde von Muleegey Don Hassan Maniku beendet. Der Sultan starb in Gefangenschaft. Während dieser Zeit wurden die Malediven von der Nichte des gefangenen Sultans, Amina, und seiner Tochter Amina Rani Kilegefaanu regiert. Der De-facto-Regent war Muleegey Don Hassan Maniku. |
| Interregnum                    |                                 | 2 Jahre        | 1757               | 1759                                          |                                                                                      | Die Regentschaft wurde weitergeführt in der Erwartung, dass der Erbe des verstorbenen Sultans aus der Gefangenschaft zurückkäme. |
| Sultana Amina I                |                                 | 1 Jahr         | 1753               | 1754 Abdankung                                | Tochter von Sultan Ibrahim Iskandar II.                                              | Amina übernahm 1753 die Rolle der Herrscherin der Malediven, nachdem Male nach 17-wöchiger Besatzung von den Malabaren zurückerobert worden war. Sie war die Tochter von Sultan Ibrahim Alexander II. und Aisha Manikfan. Sie verzichtete auf den Thron und zog ins Addu-Atoll im Süden. Später wurde sie auf verschiedene Inseln verbannt und wurde schließlich zum zweiten Mal Herrscherin der Malediven als Regentin während der Herrschaft ihres jüngeren Bruders Sultan Muhammed Ghiya’as ud-din 1773.                    |
| Sultana Amina Rani Kilegefaanu |                                 | 2 Jahre        | 1757               | 1759                                          | Tochter von Sultan Muhammad Imaduddin III.                                           | Amina trat 1754 im Alter von neun Jahren die Nachfolge ihrer Cousine als nominelle Regentin für ihren abwesenden Vater an, während Muleegey Hassan Manikfaan als de-facto-Regent die politischen Angelegenheiten verwaltete. Ihr Vater starb 1757 in Minicoy, woraufhin sie offiziell Monarchin und regierende Königin wurde. Im Jahr 1759 wurde Sultan Hasan ’Izz ud-din in absentia Monarch. |